# Daboecia cantabrica
Daboecia cantabrica — вид чагарникових рослин з родини вересові (Ericaceae), поширений в Ірландії, Іспанії, Португалії, Франції, на Азорських островах, інтродукований до Великої Британії.

## Опис
Дерев'янистий гіллястий чагарник заввишки до 70 см. Пагони спрямовані вгору. Вічнозелені листки від яйцеподібної до ланцетної форми, довжиною від 6 до 12 міліметрів, темно-зелені й блискучі зверху, знизу — зі щільними білими волосинами. Рожеві квіти висять з довгих, кінцевих суцвіттях, квіткові стебла щільно вкриті залозистими волосками і коротші, ніж квітка.
Популяція на Азорських островах, яка раніше розглядалася як окремий вид, зараз розглядається переважно як підвид (subsp. azorica). Вона переважно відрізняється меншими квітами.

## Поширення
Поширений в Ірландії, Іспанії, Португалії, Франції, на Азорських островах, інтродукований до Великої Британії.

## Використання
Використовується як декоративний чагарник через декоративні квіти.

## Галерея

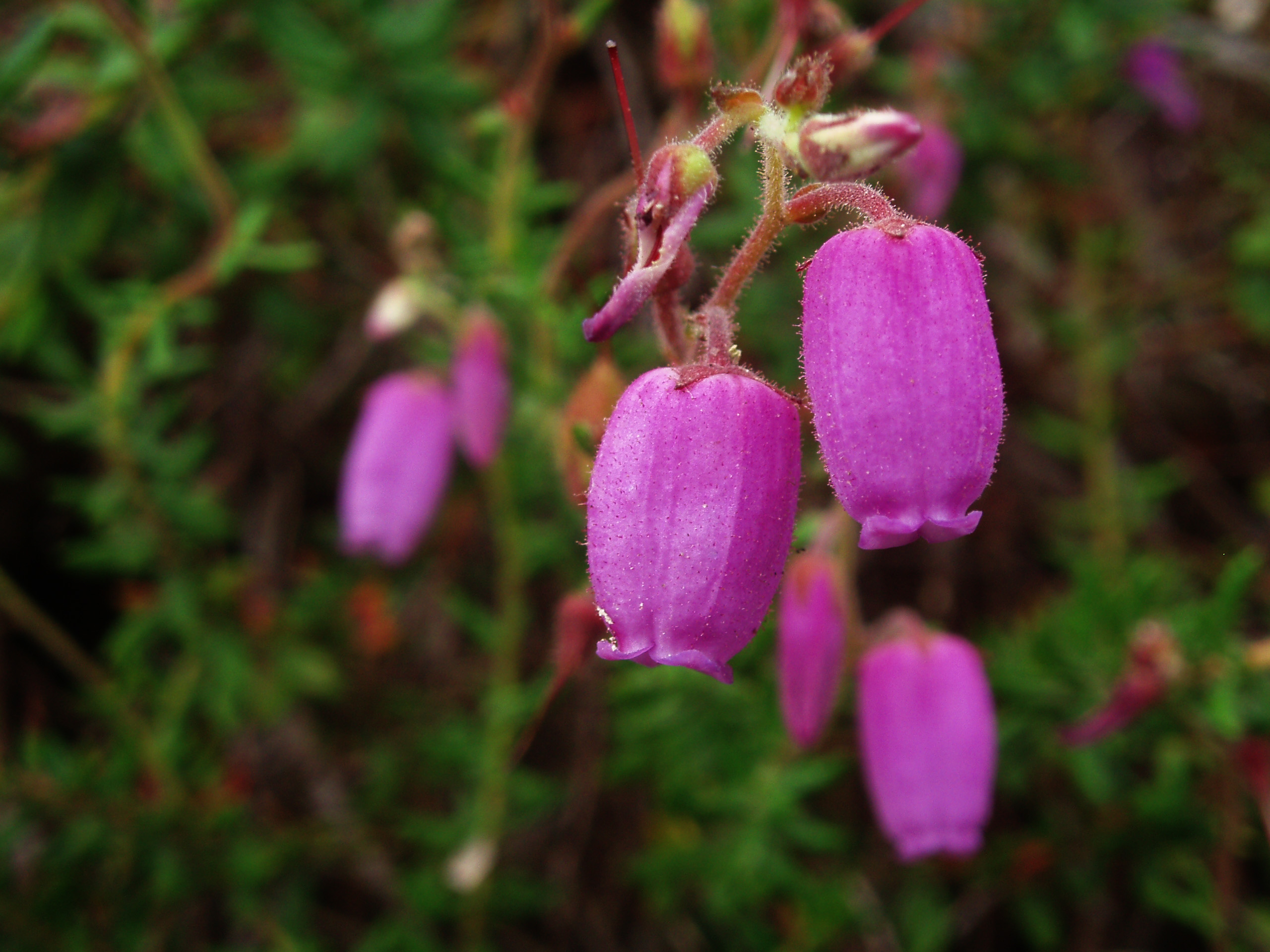
квіти
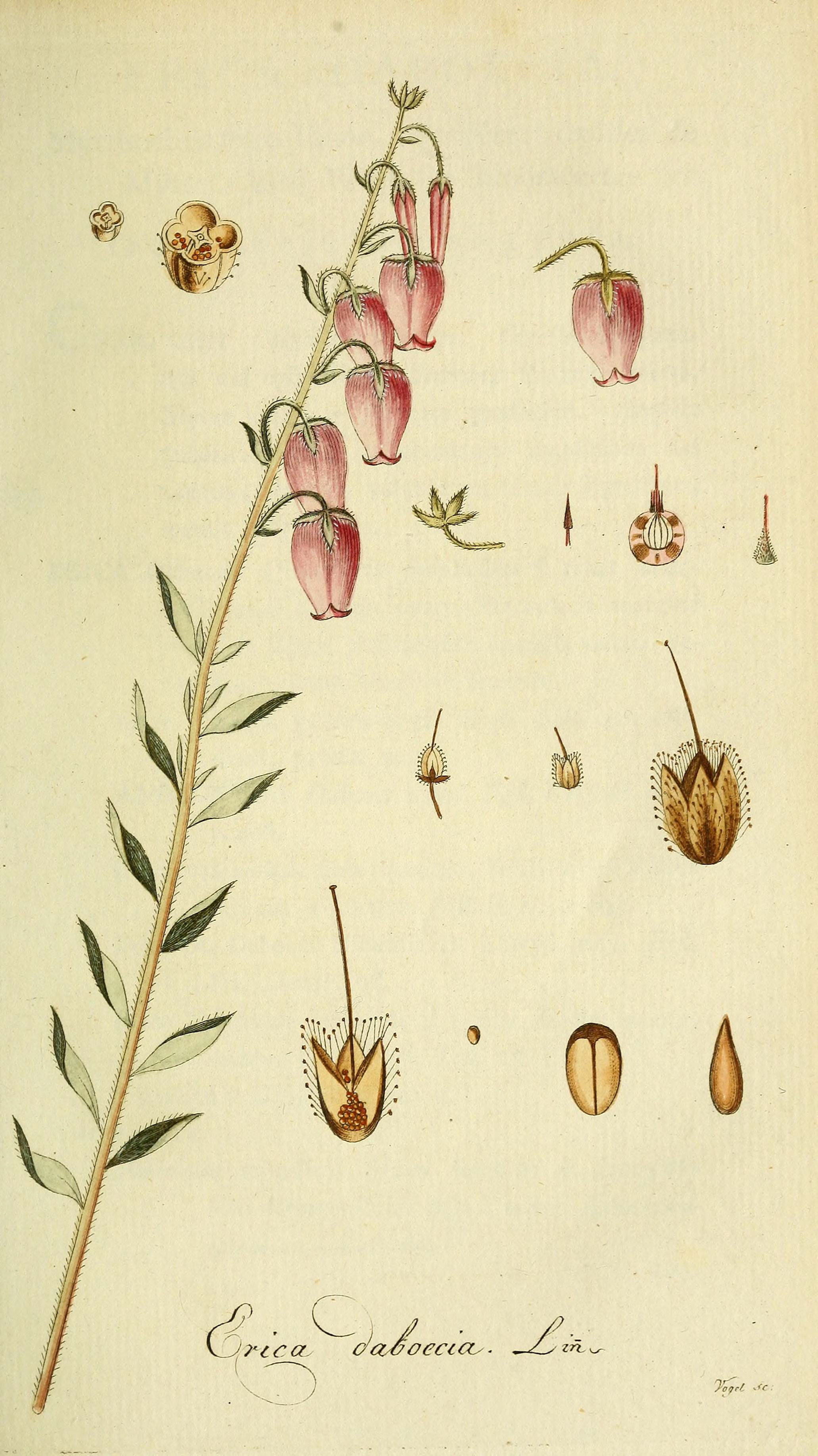
ілюстрація